# Ấn Độ giáo ở Việt Nam
Ấn Độ giáo tại Việt Nam còn được biết đến với tên đạo Bà-la-môn, là một trong 16 tôn giáo được công nhận chính thức ở Việt Nam. Ấn Độ giáo được thực hành chủ yếu bởi người Chăm, ngoài ra còn có người gốc Ấn, người Việt, người Hoa và người Khmer. Chăm Bà-la-môn là một trong hai nhóm người Hindu còn tồn tại mà không phải là người Ấn Độ. Theo Tổng điều tra dân số và nhà ở năm 2019, có khoảng 64.547 người theo đạo Bà-la-môn sống tại Việt Nam.

## Lịch sử
Bà-la-môn có lẽ hiện diện tại lãnh thổ Việt Nam ngày nay bằng việc du nhập, diễn ra vào thời lập quốc của Vương quốc Chăm Pa vào năm 192. Nhiều người sống ở Ninh Thuận. Người Chăm theo đạo Bà-la-môn được gọi là Chăm Ahiêr hoặc Chăm Rặt (Cham Jat, nghĩa là Chăm "gốc") và hiện là nhóm người Chăm lớn hơn so với hai nhóm người Chăm Islam và Chăm Bani.
Phần lớn trong số những di sản văn hóa vật thể (đền tháp Chăm, nghệ thuật điêu khắc, vũ nhạc,...) là sản phẩm của người Chăm theo Bà-la-môn. Tuy được gọi là người Chăm theo Bà-la-môn, nhưng nhóm cộng đồng này đã biến đổi tôn giáo của họ rất nhiều theo chiều hướng bản địa hóa. Thực tế, ngoại trừ các tu sĩ Bà-la-môn, có lẽ phần lớn người Chăm bình dân không hề biết đến các triết lý Bà-la-môn cùng các vị thần từ truyền thuyết Ấn Độ xa lạ. Tu sĩ Bà-la-môn thì chỉ đạo xây đền, tạc tượng theo những khuôn mẫu Ấn Độ nhưng người nghệ sĩ dân gian Chăm thì xây và tạc theo cảm hứng và những khuôn mẫu truyền thống của nhân dân mình.
Từ chỗ cả ba vị thần Bà-la-môn (Brahma, Visnu, Shiva) đều được dựng tháp thờ khi đạo này mới du nhập, dần dần chỉ có một mình Shiva được đề cao bởi lẽ tính cách Shiva phù hợp hơn cả với tính cách bản địa của người Chăm. Và trong Shiva muôn mặt với hàng trăm tên theo nguyên gốc Ấn Độ thì người Chăm chỉ còn thờ Shiva dưới dạng Linga và Yoni kết hợp với các thần bản địa.

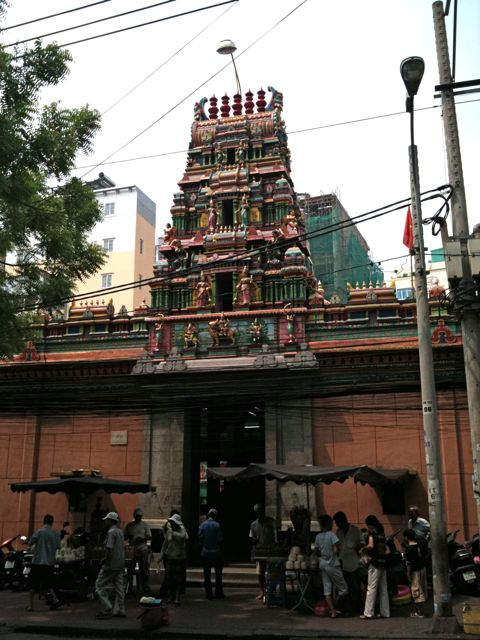
Đền Bà Ấn (Mariamman) ở Thành phố Hồ Chí Minh

Ngoài người Chăm, Ấn Độ giáo ở Việt Nam còn được thực hành bởi người gốc Ấn, người Việt, người Hoa và người Khmer. Một số công trình của họ như Chùa Ông Subramaniam Swamy, Đền Bà Ấn (thờ thần Mariamman), đền Sri Thenday Yutthapani và đền thờ thần Ganesha được xây dựng từ thế kỷ 19 ở Thành phố Hồ Chí Minh, Việt Nam, trong số đó đền thờ thần Ganesha hiện không còn hoạt động.
Hiện nay, Bà-la-môn đã được Chính phủ Việt Nam chính thức công nhận pháp nhân tôn giáo.

## Người Chăm Hindu
Đa số những người Chăm tại Việt Nam (hay còn gọi là Đông Chăm) là người Hindu, trong khi những người tại Cam-pu-chia đa số là Hồi giáo. Nhóm người Chăm Hindu còn được gọi là Chăm Bà-la-môn hoặc Hindu Bà-la-môn. Họ thực hành phong tục theo giáo phái Shaiva. Đa số những người Chăm Hindu đều thuộc về giai cấp Kshatriya, những có thiểu số thuộc về Brahmin. Tại Ninh Thuận, nơi mà tập trung đa số người Chăm, có 32.000 người; trong 22 ngôi làng của tỉnh, 15 làng theo đạo Hindu. Hiện nay có 4 tháp được tôn thờ: Tháp Po Nagar, Tháp Pô Rômê, Tháp Pô Klông-Garai và Tháp Po Dam. Các đền thờ Hindu khác bao gồm: Miếu Po Nagar, Đền thờ Tháp Pô Patao At và Đền Po Kabrah.
Người Chăm Hindu tin rằng khi họ chết, bò đực thần thánh (Bò Nandi) sẽ lấy linh hồn của họ đi đến vùng đất Ấn Độ thánh thiện. Lễ hội chính của người Chăm Hindu là Lễ hội Katé hoặc Mbang Kate. Nó được tôn vinh trong 3 ngày vào cuối tháng 9 và đầu tháng 10.

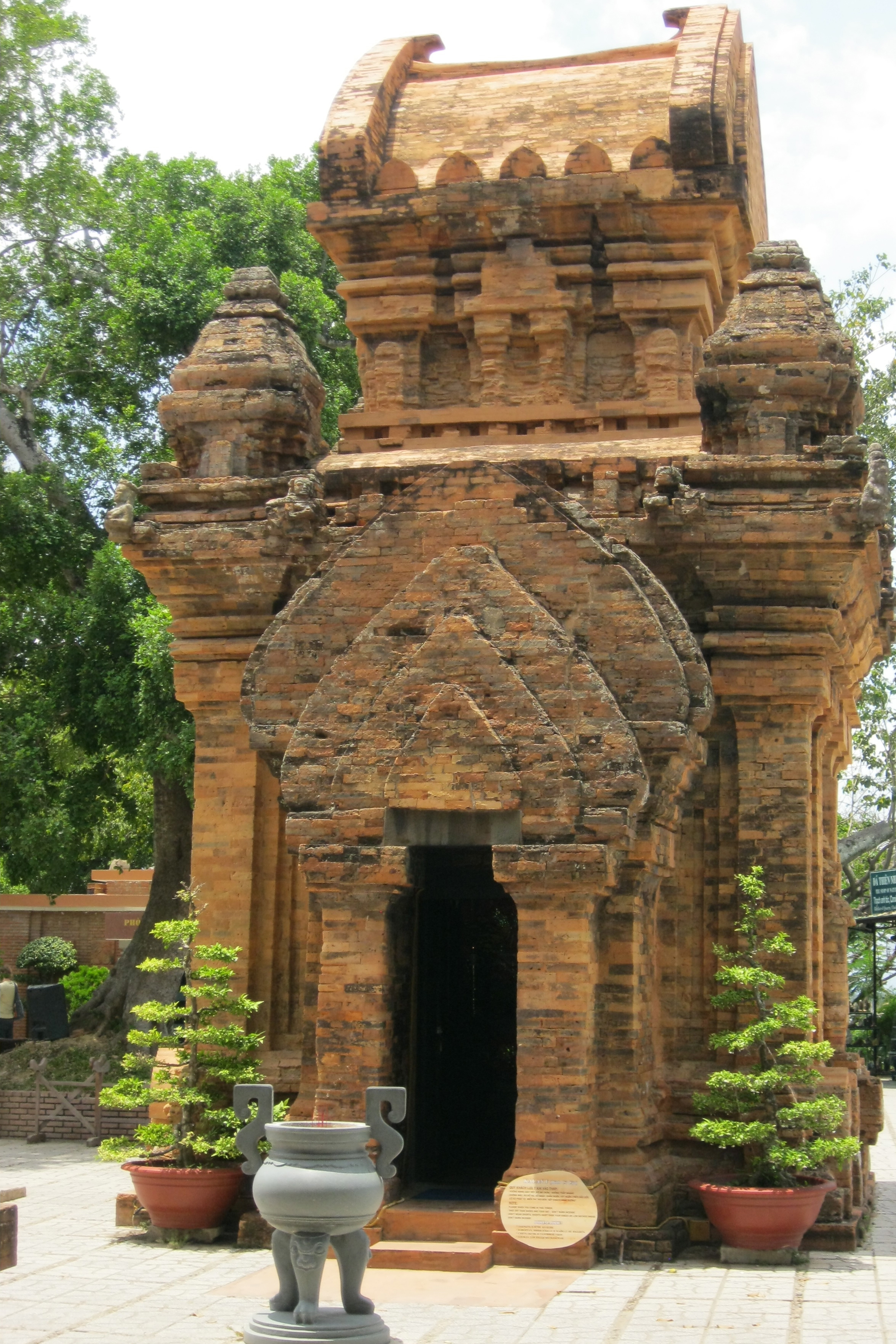
Đền Ganesh tại Po Nagar, Nha Trang
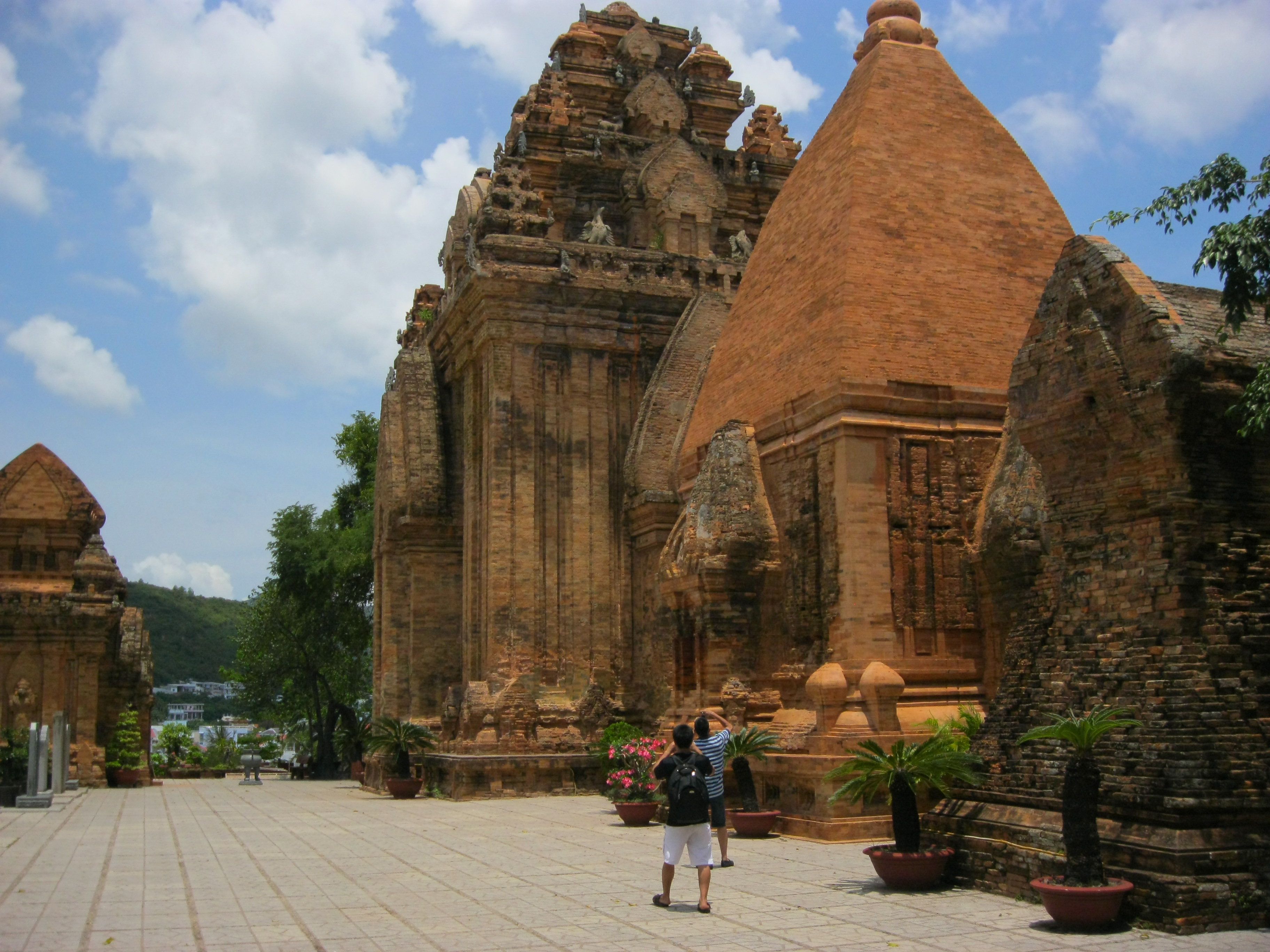
Đền Ganesh tại Po Nagar, Nha Trang